# Granice Włoch
Granice Włoch – linie graniczne o długości 1932 km oddzielające Włochy od sąsiednich państw. Włochy graniczą z sześcioma krajami.

## Długość granic
| Państwo    | Długość (km) | Region                                                           |
| ---------- | ------------ | ---------------------------------------------------------------- |
| Austria    | 430          | Friuli-Wenecja Julijska, Trydent-Górna Adyga, Wenecja Euganejska |
| Watykan    | 3            | Lacjum                                                           |
| Francja    | 488          | Liguria, Piemont, Dolina Aosty                                   |
| San Marino | 39           | Emilia-Romania, Marche                                           |
| Słowenia   | 232          | Friuli-Wenecja Julijska                                          |
| Szwajcaria | 740          | Lombardia, Piemont, Trydent-Górna Adyga, Dolina Aosty            |

## Trójstyki granic
| Trójstyk    | Państwa                       | Granice                                                       |
| ----------- | ----------------------------- | ------------------------------------------------------------- |
| Mont Dolent | Francja – Włochy – Szwajcaria | Francja – Włochy • Francja – Szwajcaria • Szwajcaria – Włochy |
| Piz Lat     | Austria – Włochy – Szwajcaria | Austria – Włochy • Austria – Szwajcaria • Szwajcaria – Włochy |
| Monte Forno | Austria – Włochy – Słowenia   | Austria – Włochy • Austria – Słowenia • Słowenia – Włochy     |